# رافاييل سانتوس (لاعب كرة قدم)
رافاييل سانتوس هو لاعب كرة قدم برازيلي في مركز الدفاع، ولد في 5 فبراير 1998 في لوندرينا في البرازيل. لعب مع نادي كروزيرو.